# Новая Кара
Новая Кара (баш. Яңы Ҡара) — деревня в Казанчинском сельсовете Аскинского района Республики Башкортостан России.

## Географическое положение
Расстояние до:
- районного центра (Аскино): 46 км,
- центра сельсовета (Старые Казанчи): 11 км,
- ближайшей железнодорожной станции (Куеда): 89 км.

## Население
| 2002 | 2009 | 2010 |
| ---- | ---- | ---- |
| 202  | ↘172 | ↘167 |

Согласно переписи 2002 года, преобладающая национальность — башкиры (99 %).

## Религия
В деревне есть мечеть.